# Ulmus serotina
Ulmus serotina är en almväxt som beskrevs av Charles Sprague Sargent. Arten ingår i släktet almar, och familjen almväxter. Inga underarter finns listade i Catalogue of Life.
Arten förekommer i sydöstra USA, i delstaterna Arkansas, Alabama och Tennessee och glest fördelad i angränsande delstater. Den ingår vanligen i skogar.
För beståndet är inga hot kända och U. serotina har en stor population. IUCN listar arten som livskraftig (LC).

## Bildgalleri

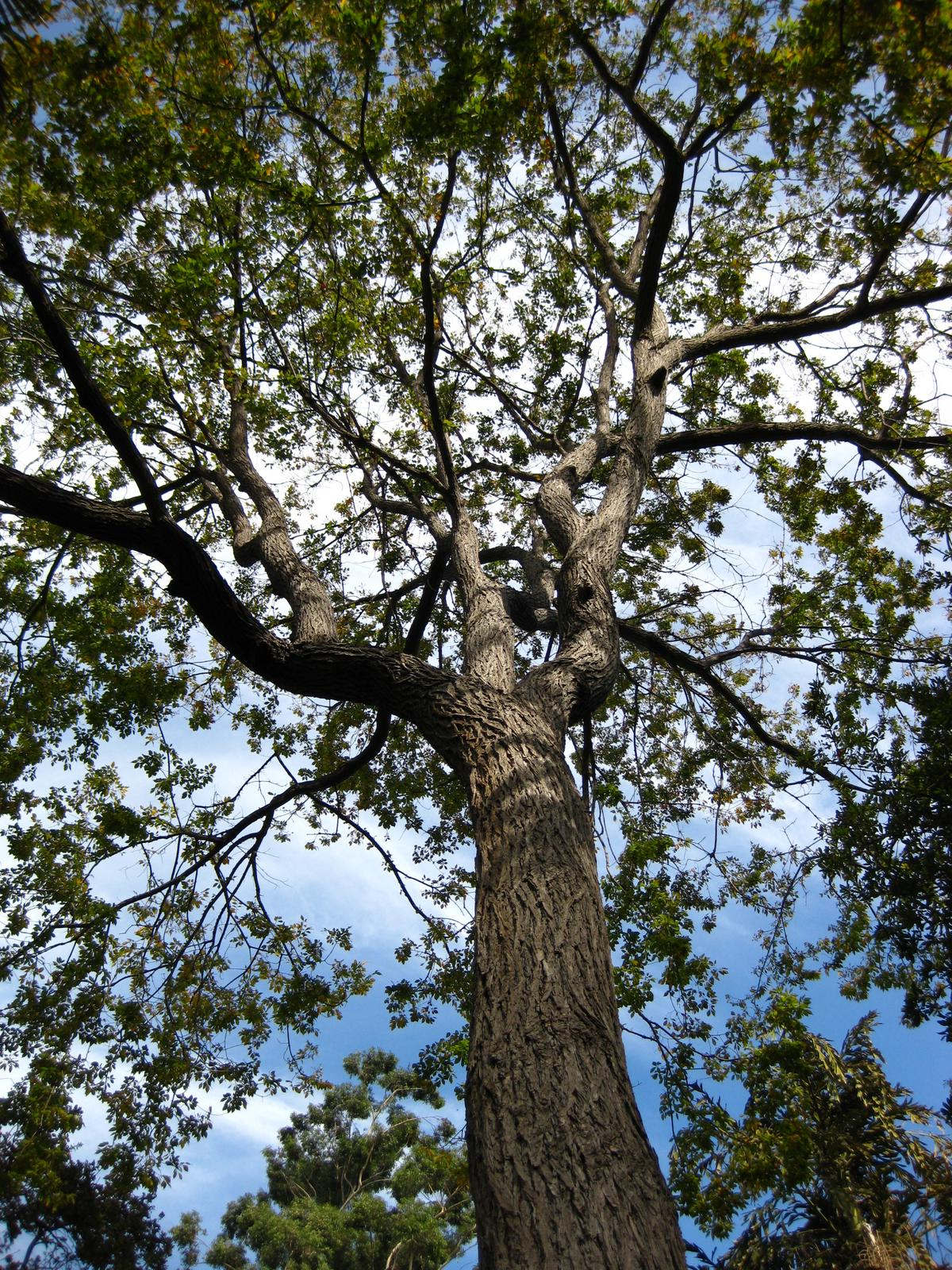
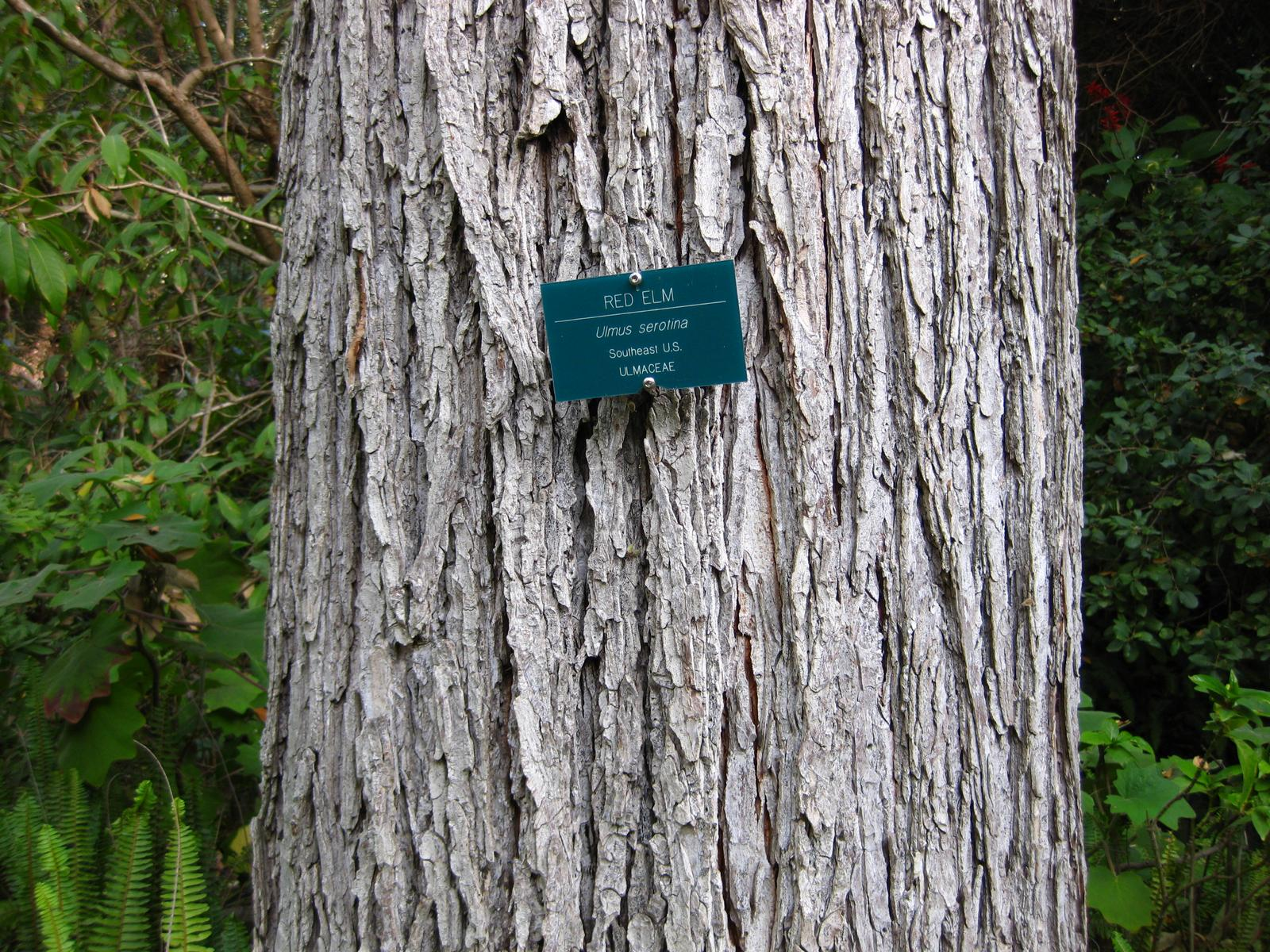
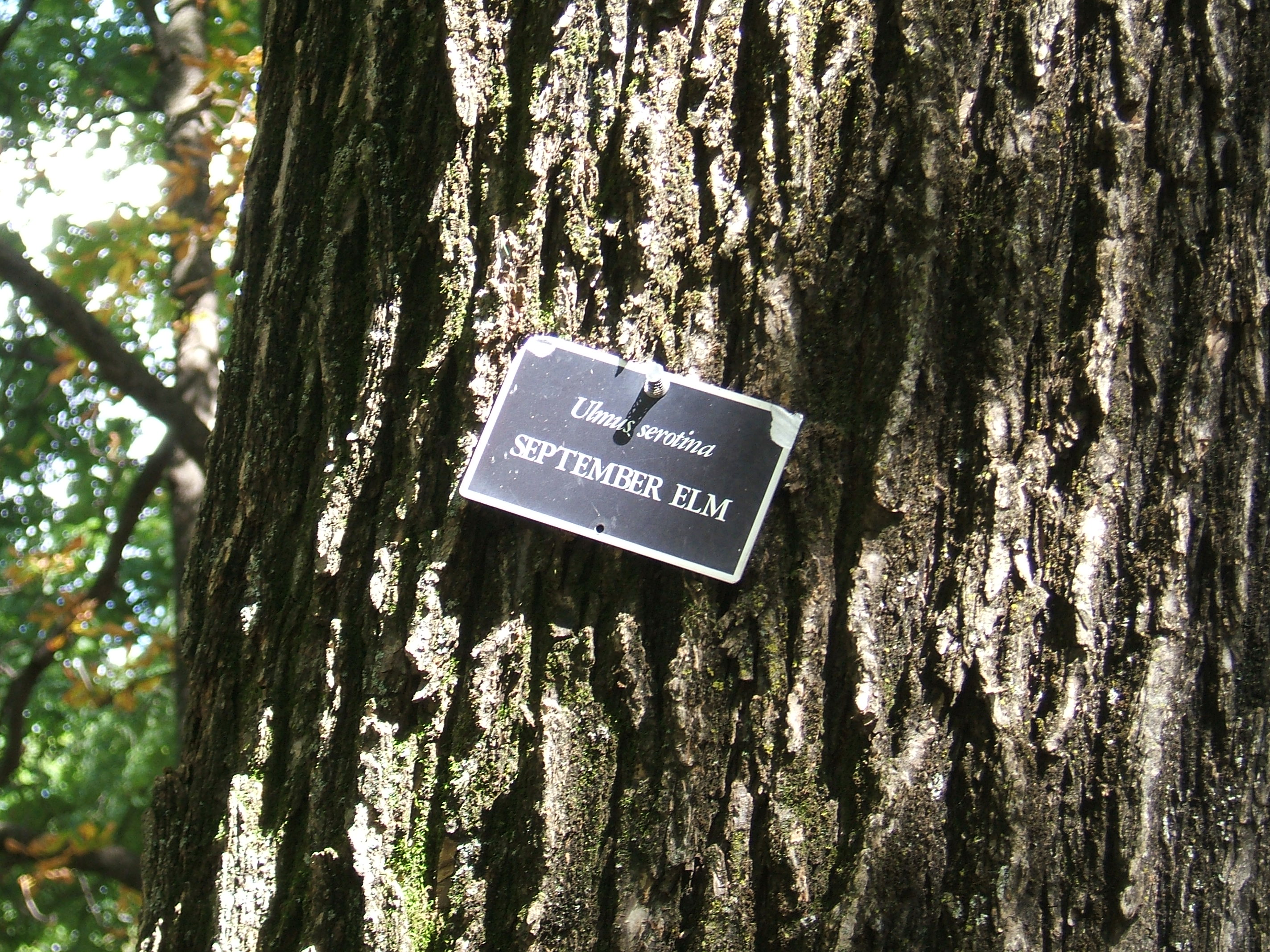